# こがねいろ
『こがねいろ』は、横田卓馬による日本の漫画。『週刊少年ジャンプ』（集英社）にて、2012年27号から29号まで短期連載された（全3話）。

## あらすじ
喜名田晴彦は、東海道新幹線の停車駅のある街（浜松市だと思われる）に住む漫画好きの平凡な高校2年生。同じクラスの英語が得意な女子、金原みさきのことが少し気になっている。
季節は夏。皆が進路についてそわそわし始める中、喜名田は将来の目標をなかなか決められずにいた。そんな折、お調子者の悪友・巨勢達也に誘われ、夏休みに東京へオープンキャンパス参加を兼ねた小旅行を計画し、さらにひょんなことから金原に加え、巨勢の幼馴染で優等生の志村路流(みちる)も同行することが決まる。
その後、4人はそれぞれの進路を決めてゆく中で、晴彦は編集者をめざすために東京の大学への進学をこころざす。

## 備考
連載終了後、単行本収録がなされないまま数年が経過していたが、2018年3月刊行の『シューダン!』第4巻（最終巻）の巻末に全話収録された。
巨勢達也と志村路流は、横田の連載作品『背すじをピン!と〜鹿高競技ダンス部へようこそ〜』と『シューダン!』にもスピンオフキャラとして登場している。路流は結婚して巨勢姓になっている。